# 装甲工作車
装甲工作車 セリ（そうこうこうさくしゃ セリ）とは日本陸軍が開発した装甲回収車である。

## 概要
陸軍は大陸での実戦経験から重量のある戦車、装甲車の迅速な回収と素早い再戦力化には専用の装甲回収車が必要であるとの認識を得た。この車両の開発母体には制式戦車である九七式中戦車が選ばれ、開発は九七式中戦車と同じく三菱重工で行われた。

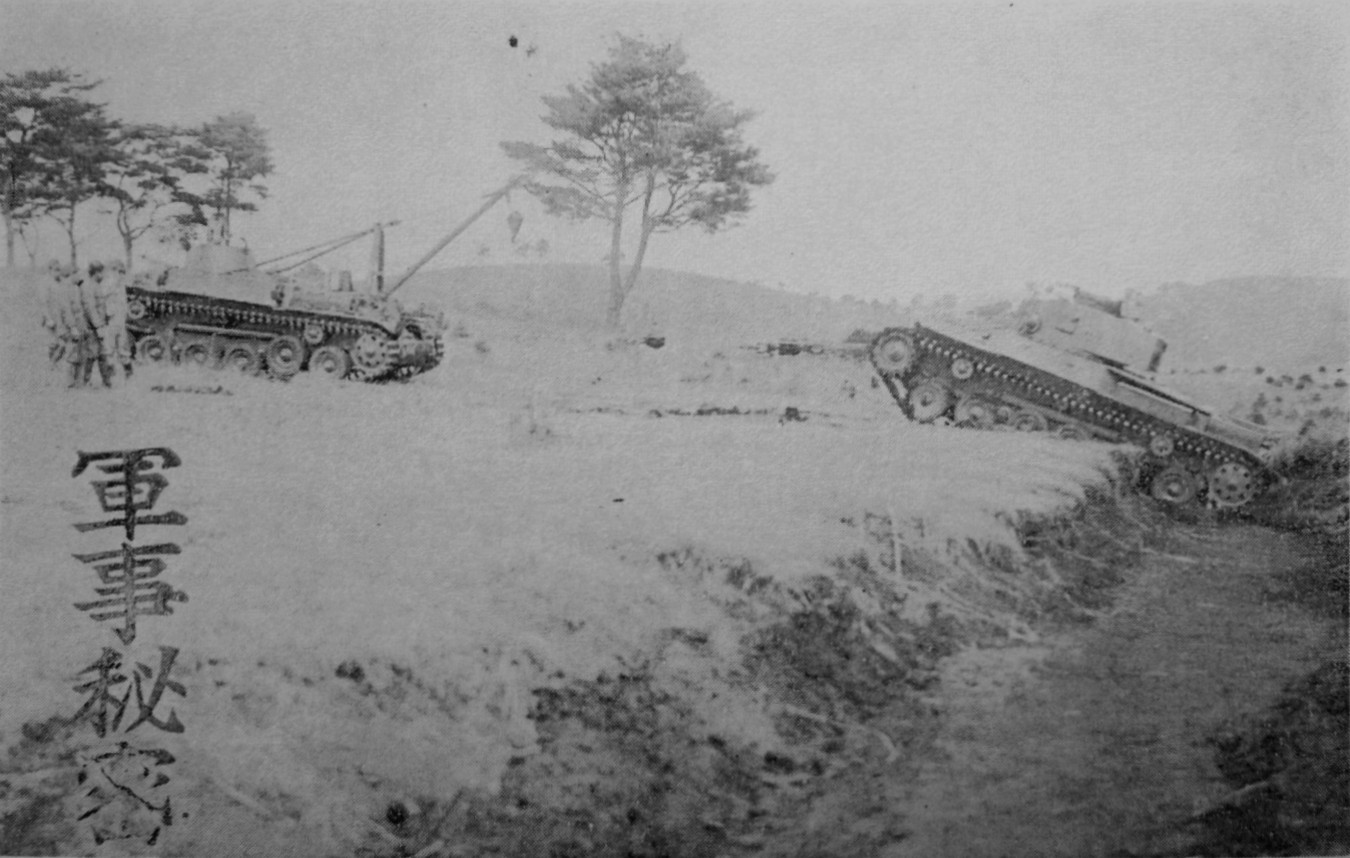
牽引試験を行う装甲工作車セリ（左側の車輌）

車体後部には回収機材であるクレーンとウインチを備え、小型化した砲塔には自衛用の車載重機関銃を装備している。車体後部に機材を備える関係からエンジンは車体中央に移動させられている。またエンジンはより高出力の統制型一〇〇式発動機を装備し、回収に必要なパワーを得ている。
陸軍機甲部隊にとって本車は有用な装備であったと思われるが、実際にはわずか3両ほどが生産されたに過ぎずほとんど試作車扱いであった。
別名「戦車隊用力作車」とも呼ばれ、名称の「セリ」とはこの略称である。